# Mallièvre
Mallièvre is een gemeente in het Franse departement Vendée (regio Pays de la Loire) en telt 246 inwoners (2004). De plaats maakt deel uit van het arrondissement La Roche-sur-Yon.

## Geografie
De oppervlakte van Mallièvre bedraagt 0,2 km², de bevolkingsdichtheid is 1230,0 inwoners per km².
De onderstaande kaart toont de ligging van Mallièvre met de belangrijkste infrastructuur en aangrenzende gemeenten.

## Demografie
Onderstaande figuur toont het verloop van het inwonertal (bron: INSEE-tellingen).

1. ↑  Populations de référence 2022.